# Lockwisch
Lockwisch is een plaats en voormalige gemeente in de Duitse deelstaat Mecklenburg-Voor-Pommeren, en maakt deel uit van het Landkreis Nordwestmecklenburg.
Op 1 januari 2019 werd de gemeente opgeheven en werd Lockwisch opgenomen in de gemeente Schönberg.